# Peter Ernst

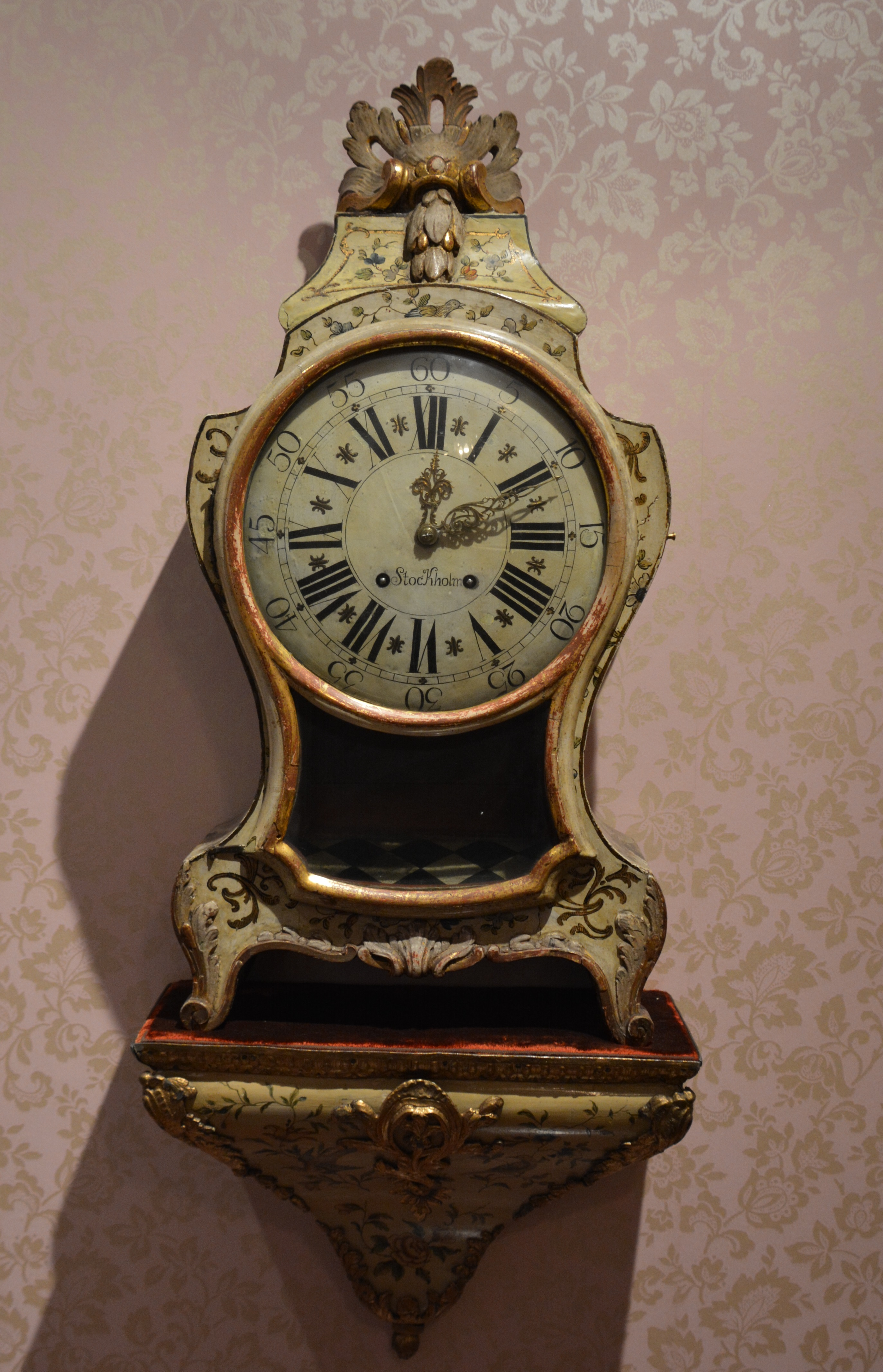
Konsolur av Petter Ernst, 1760-tal, Reitz stiftelses samling, Helsingfors

Peter Ernst, född 2 april 1714 i Dädesjö, död 19 mars 1784 i Stockholm av mattande sjukdom, var en svensk urmakare.
Peter Ernst var först verksam i Växjö och tillverkade golvur till flera kyrkor i omgivningen, till exempel Härlövs kyrka och Blädinge kyrka.
Han kom till Stockholm 1753, och fick genom Vetenskapsakademins förmedling överta statligt ägda så kallade Schnackska urfabriken, eller Stockholms Manufabrique. Peter Ernst var på sitt område ovanligt skicklig och tillverkade alla slags ur från tornur och astronomiska ur till fickur. Hans verksamhet fick betydelse för utformningen av samtidens urmöbler. Särskilt karakteristiska är golvuren i svängda former med lackerad ornamentering, förgyllda ornament eller rika bronsbeslag.
Han konstruerade också en stegräknare i fickformat.